# Sigma Aurigae
Sigma Auriga (σ Aur) est une étoile géante de la constellation du Cocher.

## Nomenclature et histoire
Al Hiba III est un nom apparu récemment pour σ Aur. C’est, dans le ciel arabe traditionnel, الخباء al-Ḫibā’, « la Tente », objet classiquement imaginé,, et correspondant au groupe λ, μ et σ Aur d'al-Qazwīnī (XIIIe s.) dans l’édition de Christian Ludwig Ideler (1806), qui donne la transcription ‘El-chinâ’, ce que reprend Richard Allen (1899) sous la forme ’Al H.ibā’. C’est à Jack W. Rhoads que l’on doit le passage de cette transcription au nom Al Hiba III, tandis qu’il nomme μ Aur Al Hiba I, et λ Aur Al Hiba II.